# Ex on the Beach (Reino Unido)
Ex on the Beach es un reality show transmitido por MTV UK y MTV España. La serie fue anunciada por primera vez en febrero de 2014 y se estrenó el 22 de abril de 2014. Cuenta con ocho hombres y mujeres que disfrutan de unas vacaciones de verano en el paraíso, mientras que buscan el amor. Sin embargo, se les unieron sus ex para agitar las cosas. Cada ex está allí, ya sea por venganza o revivir su amor. El espectáculo es narrado por el comediante irlandés Andrew Maxwell.

## Temporadas
| Año  | Temporada    | Ubicación            | Episodios | Espectadores MTV | Inicio       | Final         |
| ---- | ------------ | -------------------- | --------- | ---------------- | ------------ | ------------- |
| 2014 | Temporada 1  | Marbella, España     | 8         | 764.000          | 22 de abril  | 10 de junio   |
| 2015 | Temporada 2  | Marbella, España     | 8         | 712.000          | 27 de enero  | 17 de marzo   |
| 2015 | Temporada 3  | Cancún, México       | 10        | 777.000          | 11 de agosto | 13 de octubre |
| 2016 | Temporada 4  | Algarve, Portugal    | 8         | 896.000          | 19 de enero  | 8 de marzo    |
| 2016 | Temporada 5  | Koh Samui, Tailandia | 10        | 800.000          | 16 de agosto | 18 de octubre |
| 2017 | Temporada 6  | Creta, Grecia        | 10        | 805.000          | 17 de enero  | 21 de marzo   |
| 2017 | Temporada 7  | Bali, Indonesia      | 10        | 525.000          | 20 de junio  | 22 de agosto  |
| 2018 | Temporada 8  | Marbella, España     | 8         | 484.000          | 20 de marzo  | 8 de mayo     |
| 2018 | Temporada 9  | Marbella, España     | 12        | 200.300          | 15 de agosto | 31 de octubre |
| 2019 | Temporada 10 | Cancelada            | Cancelada | Cancelada        | Cancelada    | Cancelada     |
| 2023 | Temporada 11 | Gran Canaria, España | 10        | —                | 9 de mayo    | 11 de julio   |

### Temporada 1 (2014)
La primera temporada del programa fue anunciada en febrero de 2014, y se estrenó en MTV el 22 de abril de 2014. Constó de ocho episodios y concluyó el 10 de junio de 2014. La lista oficial de los miembros del reparto fue publicada el 13 de marzo de 2014, e incluye cuatro chicos solteros: Ashley Cain, Jack Lomax, Liam Lewis y Marco Alexandre; así como cuatro chicas solteras: Chloe Goodman, Emily Gillard, Farah Sattaur y la reconocida participante de Geordie Shore, Vicky Pattison. Además de Ricci Guarnaccio, compañero de reparto de Pattison. Ashley volvió más adelante para la temporada 2, mientras Vicky regresó en la temporada 3.

#### Reparto
- Negrita indica que el miembro del reparto original; el resto del reparto es presentado como un ex.

| Ep. | Nombre            | Edad | Procedencia        | Exes                                                             |  |
| --- | ----------------- | ---- | ------------------ | ---------------------------------------------------------------- |  |
| 8   | Ashley Cain       | 23   | Nuneaton           | Talitha Minnis                                                   |  |
| 8   | Chloe Goodman     | 20   | Brighton           | Ross Worswick                                                    |  |
| 8   | Emily Gillard     | 18   | Cheshire           | N/A                                                              |  |
| 8   | Farah Sattaur     | 28   | London             | N/A                                                              |  |
| 8   | Jack Lomax        | 22   | Nottingham         | N/A                                                              |  |
| 8   | Liam Lewis        | 25   | Hartlepool         | N/A                                                              |  |
| 8   | Marco Alexandre   | 22   | Sheffield          | Frankie Thorpe                                                   |  |
| 8   | Vicky Pattison    | 25   | Newcastle          | Daniel Conn, Ricci Guarnaccio, Ross Worswick                     |  |
|     |                   |      |                    |                                                                  |  |
| 8   | Ross Worswick     | 23   | Mánchester         | Chloe Goodman, Emma Jane Lang, Shelby Billingham, Vicky Pattison |  |
| 7   | Talitha Minnis    | 21   | Norwich            | Ashley Cain, Joss Mooney                                         |  |
| 6   | Emma Jane Lang    | 23   | Mánchester         | Joss Mooney, Ross Worswick                                       |  |
| 5   | Daniel "Dan" Conn | 27   | Sídney, Australia  | Vicky Pattison                                                   |  |
| 4   | Joss Mooney       | 24   | Mánchester/Norwich | Emma Jane Lang, Shelby Billingham, Talitha Minnis                |  |
| 3   | Shelby Billingham | 19   | Birmingham         | Joss Mooney, Ross Worswick                                       |  |
| 2   | Ricci Guarnaccio  | 27   | Newcastle          | Vicky Pattison                                                   |  |
| 4   | Frankie Thorpe    | 18   | Kettering          | Marco Alexandre                                                  |  |

#### Duración del reparto
| Reparto | Episodios | Episodios | Episodios | Episodios | Episodios | Episodios | Episodios | Episodios |
| Reparto | 1         | 2         | 3         | 4         | 5         | 6         | 7         | 8         |
| Ashley  |           |           |           |           |           |           |           |           |
| Chloe   |           |           |           |           |           |           |           |           |
| Emily   |           |           |           |           |           |           |           |           |
| Farrah  |           |           |           |           |           |           |           |           |
| Jack    |           |           |           |           |           |           |           |           |
| Liam    |           |           |           |           |           |           |           |           |
| Marco   |           |           |           |           |           |           |           |           |
| Vicky   |           |           |           |           |           |           |           |           |
| Ross    |           |           |           |           |           |           |           |           |
| Frankie |           |           |           |           |           |           |           |           |
| Talitha |           |           |           |           |           |           |           |           |
| Emma    |           |           |           |           |           |           |           |           |
| Dan     |           |           |           |           |           |           |           |           |
| Joss    |           |           |           |           |           |           |           |           |
| Shelby  |           |           |           |           |           |           |           |           |
| Ricci   |           |           |           |           |           |           |           |           |
| ------- | --------- | --------- | --------- | --------- | --------- | --------- | --------- | --------- |

### Temporada 2 (2015)
La segunda temporada del programa comenzó a transmitirse el 27 de enero de 2015, concluyendo el 17 de marzo de 2015 después de ocho episodios. La lista oficial de los miembros del reparto fue lanzado el 6 de enero de 2015, presentado a cuatro chicos solteros: Connor Hunter, Lucas Goodfellow, Morgan Evans y Rogan O'Connor, así como cuatro chicas solteras: Anita Kaushik, Kayleigh Morris, Loren Green y Melissa Reeves. También se anunció la participación de los integrantes de Geordie Shore, Charlotte Crosby y Gary Beadle. Antes de iniciar la nueva temporada, se confirmó que Ashley Cain de la primera temporada regresaría al programa.

### Temporada 3 (2015)
La tercera temporada comenzó a transmitirse el 11 de agosto de 2015. La lista oficial de los miembros del reparto se publicó el 14 de julio de 2015, presentando a cuatro chicos solteros: Graham Griffiths, Jayden Robins, Kirk Norcross y Stephen Bear, y cuatro chicassolteros: Amy Paige Cooke, Laura Alicia Summers, Megan McKenna y Megan Rees. Con el anuncio del reparto oficial se confirmó que la anterior participante de Geordie Shore y quien también fue parte de la primera temporada, Vicky Pattison , estaría de regreso como una ex junto el miembro de la segunda temporada Rogan O'Connor. El participante de Magaluf Weekender Jordan Davies, también se reveló estar formando parte en la serie, que aparece también como un ex. Megan McKenna y Jordan regresaron a la cuarta temporada.

#### Reparto
- Negrita indica que el miembro del reparto original; el resto del reparto es presentado como un ex.

| Ep. | Nombre           | Edad | Procedencia         | Exes                                                            |  |
| --- | ---------------- | ---- | ------------------- | --------------------------------------------------------------- |  |
| 10  | Amy Cooke        | 21   | Cardiff             | Jordan Davies                                                   |  |
| 10  | Graham Griffiths | 26   | Wiltshire           | Holly Rickwood                                                  |  |
| 5   | Jayden Robins    | 30   | London              | N/A                                                             |  |
| 10  | Laura Summers    | 30   | Mánchester          | Jemma Lucy                                                      |  |
| 6   | Kirk Norcross    | 26   | Essex               | Cami-Li, Jemma Lucy, Vicky Pattison                             |  |
| 10  | Megan McKenna    | 22   | Essex               | N/A                                                             |  |
| 10  | Megan Rees       | 20   | Carmarthen          | Stephen Cochrane                                                |  |
| 10  | Stephen Bear     | 25   | East London         | Connie Wiltshire                                                |  |
|     |                  |      |                     |                                                                 |  |
| 10  | Jemma Lucy       | 27   | Mánchester          | Kirk Norcross, Laura Alicia Summers, Marty Mack, Rogan O'Connor |  |
| 10  | Jordan Davies    | 22   | Cardiff             | Ali Drew, Amy Paige Cookie                                      |  |
| 6   | Marty Mackenna   | 20   | Newcastle           | Jemma Lucy, Sarah Goodhart                                      |  |
| 8   | Sarah Goodhart   | 21   | Newcastle           | Marty Mack                                                      |  |
| 5   | Cami-Li          | 28   | Miami               | Kirk Norcross                                                   |  |
| 6   | Ali Drew         | 25   | Cardiff             | Jordan Davies                                                   |  |
| 6   | Holly Rickwood   | 23   | Portsmouth          | Graham Griffiths                                                |  |
| 3   | Vicky Pattison   | 26   | Newcastle           | Kirk Norcross                                                   |  |
| 4   | Stephen Cochrane | 25   | Cornwall            | Megan Rees                                                      |  |
| 3   | Rogan O'Connor   | 25   | Stratford-upon-Avon | Jemma Lucy                                                      |  |
| 2   | Connie Wiltshire | 20   | Essex               | Stephen Bear                                                    |  |

#### Duración del reparto
| Reparto | Episodios | Episodios | Episodios | Episodios | Episodios | Episodios | Episodios | Episodios | Episodios | Episodios |
| Reparto | 1         | 2         | 3         | 4         | 5         | 6         | 7         | 8         | 9         | 10        |
| Amy     |           |           |           |           |           |           |           |           |           |           |
| Bear    |           |           |           |           |           |           |           |           |           |           |
| Griff   |           |           |           |           |           |           |           |           |           |           |
| Jayden  |           |           |           |           |           |           |           |           |           |           |
| Laura   |           |           |           |           |           |           |           |           |           |           |
| Kirk    |           |           |           |           |           |           |           |           |           |           |
| Megan M |           |           |           |           |           |           |           |           |           |           |
| Megan R |           |           |           |           |           |           |           |           |           |           |
| Jemma   |           |           |           |           |           |           |           |           |           |           |
| Jordan  |           |           |           |           |           |           |           |           |           |           |
| Marty   |           |           |           |           |           |           |           |           |           |           |
| Sarah   |           |           |           |           |           |           |           |           |           |           |
| Cami-Li |           |           |           |           |           |           |           |           |           |           |
| Ali     |           |           |           |           |           |           |           |           |           |           |
| Holly   |           |           |           |           |           |           |           |           |           |           |
| Vicky   |           |           |           |           |           |           |           |           |           |           |
| Stephen |           |           |           |           |           |           |           |           |           |           |
| Rogan   |           |           |           |           |           |           |           |           |           |           |
| Connie  |           |           |           |           |           |           |           |           |           |           |
| ------- | --------- | --------- | --------- | --------- | --------- | --------- | --------- | --------- | --------- | --------- |

### Temporada 4 (2016)
La cuarta temporada del programa comenzó a transmitirse el 19 de enero de 2016. Esta serie fue filmada en Portugal. La lista oficial del raparto fue revelado el 15 de diciembre de 2015 y consta de cuatro chicas: Helen Briggs, Nancy-May Turner, Naomi Hedman y Olivia Walsh, así como cuatro chicos: Joe Delaney, Lewis Good, Youssef Hassane y el participante de Goerdie Shore, Scott Timlin. También se confirmó que Megan McKenna y Jordan Davies estarían volviendo a la serie como ex, habiendo aparecido anteriormente en la temporada 3.

#### Reparto
- Negrita indica que el miembro del reparto original; el resto del reparto es presentado como un ex.

| Ep. | Nombre           | Edad | Procedencia | Exes                                          |  |
| --- | ---------------- | ---- | ----------- | --------------------------------------------- |  |
| 8   | Helen Briggs     | 20   | Mánchester  | Chet Johnson, Kieran Lee                      |  |
| 7   | Joe Delaney      | 22   | Runcorn     | Gina Barrett                                  |  |
| 4   | Lewis Good       | 25   | Londres     | N/A                                           |  |
| 8   | Nancy-May Turner | 21   | Kent        | N/A                                           |  |
| 8   | Naomi Hedman     | 22   | Londres     | N/A                                           |  |
| 8   | Olivia Walsh     | 24   | Mánchester  | James Moore                                   |  |
| 8   | Scotty T         | 27   | Newcastle   | Ashleigh Defty                                |  |
| 3   | Youssef Hassane  | 20   | Kent        | Lacey Fuller                                  |  |
|     |                  |      |             |                                               |  |
| 8   | James Moore      | 24   | Blackpool   | Kristina Metcalf, Olivia Walsh                |  |
| 8   | Kieran Lee       | 23   | Burnley     | Helen Briggs                                  |  |
| 7   | Gina Barrett     | 22   | Liverpool   | Alex Kippen, Joe Delaney                      |  |
| 7   | Ashleigh Defty   | 20   | Newcastle   | Scotty T                                      |  |
| 6   | Lacey Fuller     | 19   | Kent        | Brandon Myers, Jordan Davies, Youssef Hassane |  |
| 5   | Jordan Davies    | 23   | Cardiff     | Lacey Fuller, Megan McKenna                   |  |
| 5   | Megan McKenna    | 23   | Essex       | Jordan Davies                                 |  |
| 4   | Chet Johnson     | 25   | Londres     | Helen Briggs                                  |  |
| 2   | Kristina Metcalf | 22   | Liverpool   | James Moore                                   |  |
| 2   | Alex Kippen      | 22   | Liverpool   | Gina Barrett                                  |  |
| 1   | Brandon Myers    | 19   | Kent        | Lacey Fuller                                  |  |

#### Duración del reparto
| Reparto   | Episodios | Episodios | Episodios | Episodios | Episodios | Episodios | Episodios | Episodios |
| Reparto   | 1         | 2         | 3         | 4         | 5         | 6         | 7         | 8         |
| Helen     |           |           |           |           |           |           |           |           |
| Joe       |           |           |           |           |           |           |           |           |
| Lewis     |           |           |           |           |           |           |           |           |
| Nancy-May |           |           |           |           |           |           |           |           |
| Naomi     |           |           |           |           |           |           |           |           |
| Olivia    |           |           |           |           |           |           |           |           |
| Scotty T  |           |           |           |           |           |           |           |           |
| Youssef   |           |           |           |           |           |           |           |           |
| James     |           |           |           |           |           |           |           |           |
| Kieran    |           |           |           |           |           |           |           |           |
| Gina      |           |           |           |           |           |           |           |           |
| Ashleigh  |           |           |           |           |           |           |           |           |
| Lacey     |           |           |           |           |           |           |           |           |
| Jordan    |           |           |           |           |           |           |           |           |
| Megan     |           |           |           |           |           |           |           |           |
| Chet      |           |           |           |           |           |           |           |           |
| Kristina  |           |           |           |           |           |           |           |           |
| Alex      |           |           |           |           |           |           |           |           |
| Brandon   |           |           |           |           |           |           |           |           |
| --------- | --------- | --------- | --------- | --------- | --------- | --------- | --------- | --------- |

### Temporada 5 (2016)
La quinta temporada del programa comenzó a transmitirse el 16 de agosto de 2016. La serie fue confirmada el 8 de marzo de 2016 después del final de la cuarta temporada. También se anunció el reparto estaría conformado por participantes anteriores. La lista oficial de los miembros del reparto fue confirmada el 5 de julio de 2016.  Cuenta con cuatro chicos y cuatro chicas de las temporadas anteriores. Incluye Chloe Goodman y Liam Lewis de la primera temporada. Gary Beadle y Jess Impiazzi de la segunda temporada, Jemma Lucy, Stephen Bear y Jordan Davies de la tercera temporada, este último realizando su tercera aparición, y Olivia Walsh cuarta temporada. En el transcurso del programa se siguieron presentadon participantes anteriores, cumpliendo el rol de "ex", tales como: Joss Mooney y Ashley Cain de la primera temporada, este último haciendo su tercera aparición en el programa. Kayleigh Morris y Melissa Reeves de la segunda temporada, y Holly Rickwood de la tercera temporada.

#### Reparto
- Negrita indica que el miembro del reparto original; el resto del reparto es presentado como un ex.

| Ep. | Nombre             | Edad | Procedencia           | Exes                                                                  |  |
| --- | ------------------ | ---- | --------------------- | --------------------------------------------------------------------- |  |
| 2   | Chloe Goodman      | 22   | Brighton              | N/A                                                                   |  |
| 10  | Gary "Gaz" Beadle  | 28   | Newcastle             | Charlotte Dawson, Chrysten Zenoni, Lillie Lexie Gregg, Melissa Reeves |  |
| 7   | Jemma Lucy         | 28   | Mánchester            | David Hawley                                                          |  |
| 3   | Jess Impiazzi      | 27   | Surrey                | N/A                                                                   |  |
| 7   | Jordan Davies      | 23   | Cardiff               | N/A                                                                   |  |
| 4   | Liam Lewis         | 27   | Hartlepool            | N/A                                                                   |  |
| 10  | Olivia Walsh       | 24   | Mánchester            | Joss Mooney                                                           |  |
| 10  | Stephen Bear       | 26   | Londres               | Holly Rickwood, Kayleigh Morris                                       |  |
|     |                    |      |                       |                                                                       |  |
| 10  | Kayleigh Morris    | 27   | Port Talbot           | Ashley Cain, Joss Mooney, Stephen Bear                                |  |
| 10  | David Hawley       | 25   | Newcastle             | Jemma Lucy                                                            |  |
| 9   | Charlotte Dawson   | 23   | Blackpool             | Alex Stewart, Gary Beadle                                             |  |
| 8   | Holly Rickwood     | 24   | Portsmouth            | Conor Scurlock, Stephen Bear                                          |  |
| 8   | Ashley Cain        | 25   | Nuneaton              | Kayleigh Morris, Melissa Reeves                                       |  |
| 7   | Lillie Lexie Gregg | 25   | Birmingham            | Gary Beadle                                                           |  |
| 6   | Conor Scurlock     | 22   | Londres               | Holly Rickwood, Aimee Kimber                                          |  |
| 5   | Chrysten Zenoni    | 19   | Gold Coast, Australia | Gary Beadle                                                           |  |
| 4   | Alex Stewart       | 23   | Blackpool             | Charlotte Dawson                                                      |  |
| 3   | Aimee Kimber       | 22   | Essex                 | Conor Scurlock                                                        |  |
| 2   | Melissa Reeves     | 24   | Liverpool             | Ashley Cain, Gary Beadle                                              |  |
| 1   | Joss Mooney        | 26   | Mánchester            | Kayleigh Morris, Olivia Walsh                                         |  |

#### Duración del reparto
| Reparto   | Episodios | Episodios | Episodios | Episodios | Episodios | Episodios | Episodios | Episodios | Episodios | Episodios |
| Reparto   | 1         | 2         | 3         | 4         | 5         | 6         | 7         | 8         | 9         | 10        |
| --------- | --------- | --------- | --------- | --------- | --------- | --------- | --------- | --------- | --------- | --------- |
| Chloe     |           |           |           |           |           |           |           |           |           |           |
| Gaz       |           |           |           |           |           |           |           |           |           |           |
| Jemma     |           |           |           |           |           |           |           |           |           |           |
| Jess      |           |           |           |           |           |           |           |           |           |           |
| Jordan    |           |           |           |           |           |           |           |           |           |           |
| Liam      |           |           |           |           |           |           |           |           |           |           |
| Olivia    |           |           |           |           |           |           |           |           |           |           |
| Bear      |           |           |           |           |           |           |           |           |           |           |
|           |           |           |           |           |           |           |           |           |           |           |
| Kayleigh  |           |           |           |           |           |           |           |           |           |           |
| Hawley    |           |           |           |           |           |           |           |           |           |           |
| Charlotte |           |           |           |           |           |           |           |           |           |           |
| Holly     |           |           |           |           |           |           |           |           |           |           |
| Ashley    |           |           |           |           |           |           |           |           |           |           |
| Lillie    |           |           |           |           |           |           |           |           |           |           |
| Conor     |           |           |           |           |           |           |           |           |           |           |
| Chrysten  |           |           |           |           |           |           |           |           |           |           |
| Alex      |           |           |           |           |           |           |           |           |           |           |
| Aimee     |           |           |           |           |           |           |           |           |           |           |
| Melissa   |           |           |           |           |           |           |           |           |           |           |
| Joss      |           |           |           |           |           |           |           |           |           |           |

### Temporada 6 (2017)
La sexta temporada se confirmó el 2 de noviembre de 2016, y comenzó a transmitirse el 17 de enero de 2017. La lista oficial de los miembros del reparto se anunció el 13 de diciembre de 2016. Incluye a cuatro hombres; Alex Leslie, Josh Ritchie, Ross Worsick y Sean Pratt, y cuatro mujeres; Harriette Harper, Maisie Gillespie, Zahida Allen y ZaraLena Jackson. Ross ha aparecido anteriormente en la primera temporada del programa, mientras que Josh apareció en la primera temporada de Love Island Reino Unido. Con el anuncio del reparto también se confirmó la participación del miembro del reparo de Geordie Shore, Aaron Chalmers.

#### Reparto
- Negrita indica que el miembro del reparto original; el resto del reparto es presentado como un ex.

| Ep. | Nombre            | Edad | Procedencia | Exes                                                     |  |
| --- | ----------------- | ---- | ----------- | -------------------------------------------------------- |  |
| 3   | Alex Leslie       | 25   | Londres     | Alice Downer                                             |  |
| 10  | Harriette Harper  | 25   | Essex       | Jack Devlin                                              |  |
| 10  | Josh Ritchie      | 22   | Bolton      | Nicole Bass, Chanelle McCleary, Jenny Thompson           |  |
| 10  | Maisie Gillespie  | 20   | Cardiff     | Aaron Chalmers, Sam Stoddart                             |  |
| 10  | Ross Worsick      | 27   | Mánchester  | N/A                                                      |  |
| 10  | Sean Pratt        | 26   | Coventry    | Taylor Morgan                                            |  |
| 10  | Zahida Allen      | 22   | Newcastle   | Joe Mclean                                               |  |
| 7   | ZaraLena Jackson  | 24   | Preston     | N/A                                                      |  |
|     |                   |      |             |                                                          |  |
| 2   | Joe McLean        | 23   | Newcastle   | Zahida Allen                                             |  |
| 10  | Nicole_Bass_      | 25   | Essex       | Adam Oukhellou, Jack Devlin, Josh Ritchie, Jaques Fraser |  |
| 9   | Jack Devlin       | 24   | Essex       | Harriette Harper, Nicole Bass, Frankie Isabella          |  |
| 3   | Alice Downer      | 21   | Londres     | Alex Leslie                                              |  |
| 8   | Aaron Chalmers    | 29   | Newcastle   | Maisie Gillespie, Becca Edwards                          |  |
| 7   | Adam Oukhellou    | 27   | Londres     | Nicole Bass, Frankie Isabella                            |  |
| 6   | Becca Edwards     | 24   | Newcastle   | Aaron Chalmers                                           |  |
| 3   | Jacques Fraser    | 26   | Essex       | Nicole Bass, Frankie Isabella                            |  |
| 4   | Frankie Isabella  | 24   | Walthamstow | Adam Oukhellou, Jack Devlin, Jacques Fraser              |  |
| 1   | Chanelle McCleary | 25   | Mánchester  | Josh Ritchie                                             |  |
| 2   | Jenny Thompson    | 26   | Bolton      | Josh Ritchie                                             |  |
| 2   | Sam Stoddart      | 21   | Wales       | Maisie Gillespie                                         |  |
| 1   | Taylor Morgan     | 21   | Birmingham  | Sean Pratt                                               |  |

#### Duración del reparto
| Reparto   | Episodios | Episodios | Episodios | Episodios | Episodios | Episodios | Episodios | Episodios | Episodios | Episodios |  |
| Reparto   | 1         | 2         | 3         | 4         | 5         | 6         | 7         | 8         | 9         | 10        |  |
| --------- | --------- | --------- | --------- | --------- | --------- | --------- | --------- | --------- | --------- | --------- |  |
| Alex      |           |           |           |           |           |           |           |           |           |           |  |
| Harriette |           |           |           |           |           |           |           |           |           |           |  |
| Josh      |           |           |           |           |           |           |           |           |           |           |  |
| Maisie    |           |           |           |           |           |           |           |           |           |           |  |
| Ross      |           |           |           |           |           |           |           |           |           |           |  |
| Sean      |           |           |           |           |           |           |           |           |           |           |  |
| Zahida    |           |           |           |           |           |           |           |           |           |           |  |
| ZaraLena  |           |           |           |           |           |           |           |           |           |           |  |
|           |           |           |           |           |           |           |           |           |           |           |  |
| Joe       |           |           |           |           |           |           |           |           |           |           |  |
| Nicole    |           |           |           |           |           |           |           |           |           |           |  |
| Jack      |           |           |           |           |           |           |           |           |           |           |  |
| Alice     |           |           |           |           |           |           |           |           |           |           |  |
| Aaron     |           |           |           |           |           |           |           |           |           |           |  |
| Adam      |           |           |           |           |           |           |           |           |           |           |  |
| Becca     |           |           |           |           |           |           |           |           |           |           |  |
| Jacques   |           |           |           |           |           |           |           |           |           |           |  |
| Frankie   |           |           |           |           |           |           |           |           |           |           |  |
| Chanelle  |           |           |           |           |           |           |           |           |           |           |  |
| Jenny     |           |           |           |           |           |           |           |           |           |           |  |
| Sam       |           |           |           |           |           |           |           |           |           |           |  |
| Taylor    |           |           |           |           |           |           |           |           |           |           |  |

### Temporada 7 (2017)
La séptima temporada se estrenó el 20 de junio de 2017. La lista oficial de los miembros del reparto fue confirmada el 23 de mayo de 2017, presentando cuatro hombres; Dean Ralph, Jordan Wright, el participante de la tercera temporada y ahora también de Geordie Shore, Marty McKenna y el ganador de la primera temporada de Love Island Reino Unido, Max Morley, y cuatro mujeres: Che McSorley, Fatima Rull, Nicole Dutt y la participante de Beauty School Cop Outs, Savannah Kemplay. Chloe Ferry quién también forma parte de Geordie Shore estaría llegando en la playa como un ex, así como Josh Ritchie, quién regresa de la sexta temporada. También llega como un ex David Hawley, quien estuvo junto a Max Morley en Love Island Reino Unido y además regresa de la quinta temporada.

#### Reparto
- Negrita indica que el miembro del reparto original; el resto del reparto es presentado como un ex.

| 10 | Che McSorley     | 19 | Aberdeen      | Lee Moran, Josh Ritchie                         |  |  |  |  |  |  |
| 10 | Dean Ralph       | 28 | Londres       | Stevie Coiley                                   |  |  |  |  |  |  |
| 10 | Fatima Rull      | 25 | Mánchester    | David Hawley                                    |  |  |  |  |  |  |
| 8  | Jordan Wright    | 24 | Essex         | Sydney Longmuir                                 |  |  |  |  |  |  |
| 10 | Marty McKenna    | 22 | Newcastle     | Chloe Ferry                                     |  |  |  |  |  |  |
| 10 | Max Morley       | 24 | Huddersfield  | Georgia Crone                                   |  |  |  |  |  |  |
| 2  | Nicole Dutt      | 21 | Birmingham    | Bradley Hayward                                 |  |  |  |  |  |  |
| 6  | Savannah Kemplay | 23 | Leeds         | N/A                                             |  |  |  |  |  |  |
|    |                  |    |               |                                                 |  |  |  |  |  |  |
| 10 | Lee Moran        | 24 | Dublín        | Che McSorley                                    |  |  |  |  |  |  |
| 10 | Chloe Ferry      | 21 | Newcastle     | Marty McKenna, Sam Scott                        |  |  |  |  |  |  |
| 6  | Bradley Hayward  | 24 | Birmingham    | Nicole Dutt                                     |  |  |  |  |  |  |
| 8  | Georgia Crone    | 21 | Liverpool     | Max Morley, John Speed, Sam Reece, Josh Ritchie |  |  |  |  |  |  |
| 7  | Stevie Coiley    | 23 | Littlehampton | Dean Ralph                                      |  |  |  |  |  |  |
| 6  | Sam Scott        | 22 | Northampton   | Chloe Ferry                                     |  |  |  |  |  |  |
| 6  | Leonie McSorley  | 19 | Aberdeen      | N/A                                             |  |  |  |  |  |  |
| 3  | Sídney Longmuir  | 20 | Essex         | Jordan Wright                                   |  |  |  |  |  |  |
| 4  | John Speed       | 26 | Liverpool     | Georgia Crone                                   |  |  |  |  |  |  |
| 3  | David Hawley     | 26 | Newcastle     | Fatima Rull                                     |  |  |  |  |  |  |
| 2  | Sam Reece        | 24 | Sheffield     | Georgia Crone                                   |  |  |  |  |  |  |
| 1  | Josh Ritchie     | 22 | Bolton        | Georgia Crone, Che McSorley                     |  |  |  |  |  |  |

#### Duración del reparto
| Reparto  | Episodios | Episodios | Episodios | Episodios | Episodios | Episodios | Episodios | Episodios | Episodios | Episodios |
| Reparto  | 1         | 2         | 3         | 4         | 5         | 6         | 7         | 8         | 9         | 10        |
| -------- | --------- | --------- | --------- | --------- | --------- | --------- | --------- | --------- | --------- | --------- |
| Che      |           |           |           |           |           |           |           |           |           |           |
| Dean     |           |           |           |           |           |           |           |           |           |           |
| Fátima   |           |           |           |           |           |           |           |           |           |           |
| Jordan   |           |           |           |           |           |           |           |           |           |           |
| Marty    |           |           |           |           |           |           |           |           |           |           |
| Max      |           |           |           |           |           |           |           |           |           |           |
| Nicole   |           |           |           |           |           |           |           |           |           |           |
| Savannah |           |           |           |           |           |           |           |           |           |           |
|          |           |           |           |           |           |           |           |           |           |           |
| Lee      |           |           |           |           |           |           |           |           |           |           |
| Chloe    |           |           |           |           |           |           |           |           |           |           |
| Bradley  |           |           |           |           |           |           |           |           |           |           |
| Georgia  |           |           |           |           |           |           |           |           |           |           |
| Stevie   |           |           |           |           |           |           |           |           |           |           |
| Sam      |           |           |           |           |           |           |           |           |           |           |
| Leonie   |           |           |           |           |           |           |           |           |           |           |
| Sydney   |           |           |           |           |           |           |           |           |           |           |
| John     |           |           |           |           |           |           |           |           |           |           |
| Hawley   |           |           |           |           |           |           |           |           |           |           |
| Sam R    |           |           |           |           |           |           |           |           |           |           |
| Josh     |           |           |           |           |           |           |           |           |           |           |

### Temporada 8 (2018)
La octava temporada se estrenó el 20 de marzo de 2018. La lista oficial de los miembros del reparto se publicó el 20 de febrero de 2018. Incluyen cuatro chicos; Marcel Stevens, Sam Lonsdale, Tom Litten y Zach Tull, y cuatro chicas: Charlotte Hughes, Katie Champ, la participante de Geordie Shore, Marnie Simpson y Sofia Filipe. Con el reparto oficial anunciado, también se confirmó que el ex novio de Marnie y antiguo Stereo Kicks y cantante de Union J, Casey Johnson, llegaría a la playa como ex, además de Kyle Walker, todos estos habían aparecido juntos anteriormente en Single AF de MTV .

#### Reparto
- Negrita indica que el miembro del reparto original; el resto del reparto es presentado como un ex.

| Ep. | Nombre           | Edad | Procedencia   | Exes                            |  |
| --- | ---------------- | ---- | ------------- | ------------------------------- |  |
| 8   | Charlotte Hughes | 24   | Essex         | Ginno Antonio                   |  |
| 8   | Katie Champ      | 24   | South Wales   | N/A                             |  |
| 6   | Kurtis Harman    | 21   | Essex         | N/A                             |  |
| 6   | Marcel Stevens   | 25   | Mánchester    | Laura Louise, Bea               |  |
| 8   | Marnie Simpson   | 26   | South Shields | Casey Johnson, Kyle Walker      |  |
| 4   | Sam Lonsdale     | 20   | Liverpool     | N/A                             |  |
| 8   | Sofia Filipe     | 21   | Londres       | Joe Angus, Mikey Speakman       |  |
| 5   | Tom Litten       | 24   | Somerset      | Lorna Boswell                   |  |
| 8   | Zach Tull        | 23   | Reading       | Becky Taylor                    |  |
|     |                  |      |               |                                 |  |
| 8   | Lorna Boswell    | 21   | Sheffield     | Tom Litten, Bibi Machin         |  |
| 7   | Joe Angus        | 22   | Newcastle     | Sofia Filipe                    |  |
| 1   | Mikey Speakman   | 22   | Blackpool     | Sofia Filipe                    |  |
| 7   | Becky Taylor     | 23   | Reading       | Zach Tull, Aaron McLeod         |  |
| 6   | Casey Johnson    | 22   | Londres       | Marnie Simpson                  |  |
| 5   | Kyle Walker      | 22   | Newcastle     | Marnie Simpson, Emily Jane Wise |  |
| 4   | Bibi Machin      | 21   | Sheffield     | Lorna, Boswell                  |  |
| 4   | Laura Louise     | 28   | Mánchester    | Marcel Stevens                  |  |
| 4   | Ginno Antonio    | 26   | Essex         | Charlotte Hughes                |  |
| 1   | Bea Tetteh       | 25   | Sheffield     | Marcel Stevens                  |  |
| 2   | Aaron McLeod     | 26   | Reading       | Becky Taylor                    |  |
| 1   | Emily Jane Wise  | 22   | Newcastle     | Kyle Walker                     |  |

#### Duración del reparto
| Reparto    | Episodios | Episodios | Episodios | Episodios | Episodios | Episodios | Episodios | Episodios |
| Reparto    | 1         | 2         | 3         | 4         | 5         | 6         | 7         | 8         |
| ---------- | --------- | --------- | --------- | --------- | --------- | --------- | --------- | --------- |
| Charlotte  |           |           |           |           |           |           |           |           |
| Katie      |           |           |           |           |           |           |           |           |
| Kurtis     |           |           |           |           |           |           |           |           |
| Marcel     |           |           |           |           |           |           |           |           |
| Marnie     |           |           |           |           |           |           |           |           |
| Sam        |           |           |           |           |           |           |           |           |
| Sofia      |           |           |           |           |           |           |           |           |
| Tom        |           |           |           |           |           |           |           |           |
| Zach       |           |           |           |           |           |           |           |           |
|            |           |           |           |           |           |           |           |           |
| Lorna      |           |           |           |           |           |           |           |           |
| Joe        |           |           |           |           |           |           |           |           |
| Mikey      |           |           |           |           |           |           |           |           |
| Becky      |           |           |           |           |           |           |           |           |
| Casey      |           |           |           |           |           |           |           |           |
| Kyle       |           |           |           |           |           |           |           |           |
| Bibi       |           |           |           |           |           |           |           |           |
| Laura      |           |           |           |           |           |           |           |           |
| Gino       |           |           |           |           |           |           |           |           |
| Bea        |           |           |           |           |           |           |           |           |
| Aaron      |           |           |           |           |           |           |           |           |
| Emily Jane |           |           |           |           |           |           |           |           |

### Temporada 9 (2018)
La novena temporada se confirmó en mayo de 2018 durante el episodio final de la octava temporada y comenzó a tarsnmitirse el 15 de agosto de 2018,  Los miembros del reparto se confirmaron el 23 de julio de 2018, presentando a cuatro chicos: Aaron Gil quién apareció en Vacaciones con los Abuelos de MTV, Bobby Ballard, Josiah Miller y Zayn London, y cuatro chicas: Alicia Bradon, Riahanne Saxby, las antiguas participantes de Made in Chelsea y The Valleys, Daisy Robins y Natalee Harris, respectivamente. Jack Devlin de la sexta temporada regresó al programa nuevamente como un ex. La filmación se llevó a cabo en una casa de lujo en Playaakun, en Marbella, España. 

#### Reparto
- Negrita indica que el miembro del reparto original; el resto del reparto es presentado como un ex.

| Ep. | Nombre            | Edad | Procedencia | Exes                                       |
| --- | ----------------- | ---- | ----------- | ------------------------------------------ |
| 12  | Aaron Gill        | 27   | Mánchester  | Dominika Olejnik                           |
| 12  | Alicia Bradon     | 21   | Essex       | Alex Harbrow                               |
| 12  | Bobby Ballard     | 24   | Essex       | Bayley Jenkins                             |
| 12  | Daisy Robins      | 25   | Londres     | Matty B, Sam Ellerington                   |
| 8   | Josiah Miller     | 20   | Londres     | Angélica Fomia                             |
| 12  | Natalee Harris    | 30   | Newport     | N/A                                        |
| 12  | Rihanne Saxby     | 22   | Grantham    | N/A                                        |
| 2   | Zayn London       | 25   | Londres     | Dominika Wrobel                            |
|     |                   |      |             |                                            |
| 12  | Bayley Jenkins    | 22   | Essex       | Bobby Ballard, George Keys, Rob Tommarello |
| 11  | Dominika Wrobel   | 21   | Polonia     | Zayn London                                |
| 3   | Nick Hardy        | 23   | Mánchester  | Scarlett Harrison                          |
| 3   | Scarlett Harrison | 24   | Mánchester  | Nick Hardy                                 |
| 10  | George Keys       | 22   | Essex       | Bayley Jenkins, Katie Mann                 |
| 9   | Matty B           | 25   | Portsmouth  | Daisy Robins, Beth Sedgley                 |
| 6   | Angélica Fomia    | 24   | Milán       | Josiah Miller                              |
| 7   | Katie Mann        | 24   | Essex       | George Keys, Jack Devlin                   |
| 3   | Sam Ellerington   |      |             | Daisy Robins                               |
| 3   | Jack Devlin       | 25   | Essex       | Katie Mann                                 |
| 4   | Dominika Olejnik  | 21   | Polonia     | Aaro Gill                                  |
| 3   | Alex Harbrow      | 22   | Essex       | Alicia Bradon                              |
| 2   | Rob Tommarello    | 27   | London      | Bayley Jenkins                             |
| 1   | Beth Sedgley      | 21   | Mánchester  | Matty B                                    |

#### Duración del reparto
| Reparto    | Episodios | Episodios | Episodios | Episodios | Episodios | Episodios | Episodios | Episodios | Episodios | Episodios | Episodios | Episodios |
| Reparto    | 1         | 2         | 3         | 4         | 5         | 6         | 7         | 8         | 9         | 10        | 11        | 12        |
| ---------- | --------- | --------- | --------- | --------- | --------- | --------- | --------- | --------- | --------- | --------- | --------- | --------- |
| Aaron      |           |           |           |           |           |           |           |           |           |           |           |           |
| Alicia     |           |           |           |           |           |           |           |           |           |           |           |           |
| Bobby      |           |           |           |           |           |           |           |           |           |           |           |           |
| Daisy      |           |           |           |           |           |           |           |           |           |           |           |           |
| Josiah     |           |           |           |           |           |           |           |           |           |           |           |           |
| Natalee    |           |           |           |           |           |           |           |           |           |           |           |           |
| Rihanne    |           |           |           |           |           |           |           |           |           |           |           |           |
| Zayn       |           |           |           |           |           |           |           |           |           |           |           |           |
|            |           |           |           |           |           |           |           |           |           |           |           |           |
| Bayley     |           |           |           |           |           |           |           |           |           |           |           |           |
| Dominika W |           |           |           |           |           |           |           |           |           |           |           |           |
| Nick       |           |           |           |           |           |           |           |           |           |           |           |           |
| Scarlett   |           |           |           |           |           |           |           |           |           |           |           |           |
| George     |           |           |           |           |           |           |           |           |           |           |           |           |
| Matty B    |           |           |           |           |           |           |           |           |           |           |           |           |
| Angélica   |           |           |           |           |           |           |           |           |           |           |           |           |
| Katie      |           |           |           |           |           |           |           |           |           |           |           |           |
| Sam        |           |           |           |           |           |           |           |           |           |           |           |           |
| Jack       |           |           |           |           |           |           |           |           |           |           |           |           |
| Dominika O |           |           |           |           |           |           |           |           |           |           |           |           |
| Alex       |           |           |           |           |           |           |           |           |           |           |           |           |
| Rob        |           |           |           |           |           |           |           |           |           |           |           |           |
| Beth       |           |           |           |           |           |           |           |           |           |           |           |           |

### Temporada 10
La décima temporada estaba prevista para trasmitirse en marzo o abril de 2019, pero fue cancelada después de la muerte del miembro del reparto Mike Thalassitis, quien formó parte del elenco. Ningún otro miembro del reparto fue anunciado.

## Ex on the Beach: Celebridades
| Año  | Temporada   | Ubicación            | Episodios | Espectadores MTV | Inicio        | Final       |
| ---- | ----------- | -------------------- | --------- | ---------------- | ------------- | ----------- |
| 2020 | Temporada 1 | Marbella, España     | 15        | 327.000          | 27 de enero   | 28 de abril |
| 2022 | Temporada 2 | Gran Canaria, España | 12        | —                | 15 de febrero | 3 de mayo   |
| 2024 | Temporada 3 | Gran Canaria, España | 10        | –                | 19 de marzo   | 13 de mayo  |

### Temporada 1 (2020)
La decimoprimer temporada comenzó a emitirse el 21 de enero de 2020 con un especial de 90 minutos. Esta temporada fue renombrada a Celebrity Ex on the Beach ya que, por primera vez, cuenta con un conjunto de miembros del elenco famosos, en MTV Latinoamérica fue renombrada a La Venganza de los Ex: VIP. Culminó el 28 de abril de 2020 después de 15 episodios.

#### Reparto
- Negrita indica que el miembro del reparto original; el resto del reparto es presentado como un ex.

| Ep. | Nombre              | Edad | Notabilidad                   | Exes                                                         |  |
| --- | ------------------- | ---- | ----------------------------- | ------------------------------------------------------------ |  |
| 15  | Ashley McKenzie     | 30   | Atleta olímpico               | Danielle Kedward                                             |  |
| 15  | Calum Best          | 38   | Personalidad de televisión    | Ayesha Reid, Marissa Jade, Megan Rapley, Victoria Winterford |  |
| 15  | Georgia Harrison    | 24   | Love Island Reino Unido 3     | Ashley Tyler                                                 |  |
| 15  | Joey Essex          | 29   | Personalidad de televisión    | Ellie Brown                                                  |  |
| 12  | Lateysha Grace      | 26   | Personalidad de televisión    | –                                                            |  |
| 15  | Lorena Medina       | 27   | Modelo playmate               | Itay Ohayon, Patrick Hale                                    |  |
| 15  | Marissa Jade        | 34   | Mob Wives                     | Calum Best                                                   |  |
| 15  | Michael Griffiths   | 27   | Love Island Reino Unido 5     | –                                                            |  |
|     |                     |      |                               |                                                              |  |
| 15  | Ellie Brown         | 21   | Love Island Reino Unido 4     | Charlie Brake, Joey Essex                                    |  |
| 14  | David McIntosh      | 34   | Personalidad de televisión    | Metisha Schaefer, Tiffany Pollard                            |  |
| 8   | Victoria Winterford | 26   | Influencer y Celebs Go Dating | Calum Best, Lotan Carter                                     |  |
| 3   | Itay Ohayon         | 26   | –                             | Lorena Medina                                                |  |
| 4   | Danielle Kedward    | 29   | –                             | Danielle Kedward                                             |  |
| 4   | Charlie Brake       | 24   | Love Island Reino Unido 4     | Ellie Brown                                                  |  |
| 10  | Sophie Kasaei       | 30   | Geordie Shore                 | –                                                            |  |
| 5   | Tiffany Pollard     | 38   | Personalidad de televisión    | David McIntosh                                               |  |
| 3   | Lotan Carter        | 30   | Big Brother Reino Unido 18    | Victoria Winterford                                          |  |
| 5   | Patrick Hale        | 20   | –                             | Lorena Medina                                                |  |
| 1   | Ayesha Reid         | 26   | –                             | Calum Best                                                   |  |
| 5   | Megan Rapley        | 23   | –                             | Calum Best                                                   |  |
| 4   | Miles Nazaire       | 24   | Made in Chelsea               | –                                                            |  |
| 4   | Metisha Schaefer    | 35   | WAGS: Miami                   | David McIntosh                                               |  |
| 3   | Ashley Tyler        | 30   | –                             | Georgia Harrison                                             |  |

#### Duración del Reparto
| Reparto  | Episodios | Episodios | Episodios | Episodios | Episodios | Episodios | Episodios | Episodios | Episodios | Episodios | Episodios | Episodios | Episodios | Episodios | Episodios |
| Reparto  | 1         | 2         | 3         | 4         | 5         | 6         | 7         | 8         | 9         | 10        | 11        | 12        | 13        | 14        | 15        |
| -------- | --------- | --------- | --------- | --------- | --------- | --------- | --------- | --------- | --------- | --------- | --------- | --------- | --------- | --------- | --------- |
| Ashley M |           |           |           |           |           |           |           |           |           |           |           |           |           |           |           |
| Calum    |           |           |           |           |           |           |           |           |           |           |           |           |           |           |           |
| Georgia  |           |           |           |           |           |           |           |           |           |           |           |           |           |           |           |
| Joey     |           |           |           |           |           |           |           |           |           |           |           |           |           |           |           |
| Lateysha |           |           |           |           |           |           |           |           |           |           |           |           |           |           |           |
| Lorena   |           |           |           |           |           |           |           |           |           |           |           |           |           |           |           |
| Marissa  |           |           |           |           |           |           |           |           |           |           |           |           |           |           |           |
| Michael  |           |           |           |           |           |           |           |           |           |           |           |           |           |           |           |
|          |           |           |           |           |           |           |           |           |           |           |           |           |           |           |           |
| Ellie    |           |           |           |           |           |           |           |           |           |           |           |           |           |           |           |
| David    |           |           |           |           |           |           |           |           |           |           |           |           |           |           |           |
| Victoria |           |           |           |           |           |           |           |           |           |           |           |           |           |           |           |
| Itay     |           |           |           |           |           |           |           |           |           |           |           |           |           |           |           |
| Danielle |           |           |           |           |           |           |           |           |           |           |           |           |           |           |           |
| Charlie  |           |           |           |           |           |           |           |           |           |           |           |           |           |           |           |
| Sophie   |           |           |           |           |           |           |           |           |           |           |           |           |           |           |           |
| Tiffany  |           |           |           |           |           |           |           |           |           |           |           |           |           |           |           |
| Lotan    |           |           |           |           |           |           |           |           |           |           |           |           |           |           |           |
| Patrick  |           |           |           |           |           |           |           |           |           |           |           |           |           |           |           |
| Ayesha   |           |           |           |           |           |           |           |           |           |           |           |           |           |           |           |
| Megan    |           |           |           |           |           |           |           |           |           |           |           |           |           |           |           |
| Miles    |           |           |           |           |           |           |           |           |           |           |           |           |           |           |           |
| Metisha  |           |           |           |           |           |           |           |           |           |           |           |           |           |           |           |
| Ashley T |           |           |           |           |           |           |           |           |           |           |           |           |           |           |           |

### Temporada 2 (2022)
La duodécima temporada se anunció en septiembre de 2021 nuevamente como Celebrity Ex on the Beach. está pautada para estrenarse el 15 de febrero de 2022. Los miembros del reparto se anunciaron el 25 de enero de 2022. Esta temporada fue filmada en Gran Canaria.

#### Reparto
- Negrita indica que el miembro del reparto original; el resto del reparto es presentado como un ex.

| Ep. | Nombre                 | Edad | Notabilidad                      | Exes                                      |  |
| --- | ---------------------- | ---- | -------------------------------- | ----------------------------------------- |  |
| 9   | A'Whora                | 25   | RuPaul's Drag Race UK            | –                                         |  |
| 12  | James "Lockie" Locke   | 35   | The Only Way Is Essex            | Anya Carter, Gemma Pell                   |  |
| 9   | Kazimir "Kaz" Crossley | 26   | Love Island Reino Unido 4        | Theo Campbell                             |  |
| 12  | KC Osbourne            | 33   | Married at First Sigh            | Michael Goonan                            |  |
| 12  | Kori Sampson           | 25   | Jugando con Fuego Estados Unidos | Faye Mill                                 |  |
| 12  | Megan Barton Hanson    | 27   | Love Island Reino Unido 4        | Emelle Smith                              |  |
| 12  | Michael "Mike" Boateng | 26   | Love Island Reino Unido 6        | Lisa Steele                               |  |
| 12  | Nathan Henry           | 30   | Geordie Shore                    | Declan Doyle, Tommy Baljet                |  |
| 12  | Sofie Karlstad         | 24   | Paradise Hotel Noruega           | –                                         |  |
|     |                        |      |                                  |                                           |  |
| 12  | Theo Campbell          | 30   | Love Island Reino Unido 3        | Kazimir Crossley, Lexi Taylor, Gemma Pell |  |
| 5   | Tommy Baljet           | 34   | –                                | Nathan Henry                              |  |
| 10  | Ella Rae Wise          | 21   | The Only Way Is Essex            | Kris Boyson                               |  |
| 4   | Michael Goonan         | 30   | Personalidad de televisión       | KC Osbourne                               |  |
| 8   | Kris Boyson            | 33   | Personalidad de televisión       | Ella Rae Wise                             |  |
| 7   | Declan Doyle           | 31   | –                                | Nathan Henry                              |  |
| 5   | Lisa Steele            | 30   | –                                | Michael Boateng                           |  |
| 4   | Anya Carter            | 25   | –                                | James Locke                               |  |
| 3   | Faye Mill              | 25   | –                                | Kori Sampson                              |  |
| 2   | Lexi Taylor            | 31   | –                                | Theo Campbell                             |  |
| 2   | Rudi Hewitt            | 26   | –                                | –                                         |  |
| 2   | Emelle Smith           | 33   | The Circle UK 2                  | Megan Barton Hanson                       |  |
| 1   | Gemma Pell             | 26   | Actriz y presentadora            | James Locke, Theo Campbell                |  |

#### Duración del reparto
| Reparto | Episodios | Episodios | Episodios | Episodios | Episodios | Episodios | Episodios | Episodios | Episodios | Episodios | Episodios | Episodios |
| Reparto | 1         | 2         | 3         | 4         | 5         | 6         | 7         | 8         | 9         | 10        | 11        | 12        |
| Lockie  |           |           |           |           |           |           |           |           |           |           |           |           |
| Kaz     |           |           |           |           |           |           |           |           |           |           |           |           |
| KC      |           |           |           |           |           |           |           |           |           |           |           |           |
| Kori    |           |           |           |           |           |           |           |           |           |           |           |           |
| Megan   |           |           |           |           |           |           |           |           |           |           |           |           |
| Mike    |           |           |           |           |           |           |           |           |           |           |           |           |
| Nathan  |           |           |           |           |           |           |           |           |           |           |           |           |
| Sofie   |           |           |           |           |           |           |           |           |           |           |           |           |
| A'Whora |           |           |           |           |           |           |           |           |           |           |           |           |
| Theo    |           |           |           |           |           |           |           |           |           |           |           |           |
| Tommy   |           |           |           |           |           |           |           |           |           |           |           |           |
| Ella    |           |           |           |           |           |           |           |           |           |           |           |           |
| Michael |           |           |           |           |           |           |           |           |           |           |           |           |
| Kris    |           |           |           |           |           |           |           |           |           |           |           |           |
| Declan  |           |           |           |           |           |           |           |           |           |           |           |           |
| Lisa    |           |           |           |           |           |           |           |           |           |           |           |           |
| Anya    |           |           |           |           |           |           |           |           |           |           |           |           |
| Faye    |           |           |           |           |           |           |           |           |           |           |           |           |
| Lexi    |           |           |           |           |           |           |           |           |           |           |           |           |
| Rudi    |           |           |           |           |           |           |           |           |           |           |           |           |
| Emelle  |           |           |           |           |           |           |           |           |           |           |           |           |
| Gemma   |           |           |           |           |           |           |           |           |           |           |           |           |
| ------- | --------- | --------- | --------- | --------- | --------- | --------- | --------- | --------- | --------- | --------- | --------- | --------- |

### Temporada 3 (2024)
La tercera temporada Celebrity Ex on the Beach se estrenó en Reino Unido el 18 de marzo de 2024 en Paramount+ y el 19 de marzo de 2024 en MTV. La temporada se confirmó el 12 de febrero de 2024 cuando se anunció la fecha de estreno y la lista de participantes, y por primera vez no solo se anunciaron los solteros, sino también a un grupo de ex celebridades. Se volvió a filmar en Gran Canaria. James Lock regresó de la temporada anterior.

#### Reparto
- Negrita indica que el miembro del reparto original; el resto del reparto es presentado como un ex.

| Ep. | Nombre                 | Edad | Notabilidad                     | Exes                                     |  |
| --- | ---------------------- | ---- | ------------------------------- | ---------------------------------------- |  |
| 10  | Ashley Resch           | 27   | Modelo playmate                 | Zay Wilson                               |  |
| 10  | Chloe Veitch           | 24   | Personalidad de televisión      | Joel Motton, Callum Izzard, Meile Bishop |  |
| 10  | Finley Tapp            | 23   | Personalidad de televisión      | Paige Turley                             |  |
| 4   | Ivorian Doll           | 25   | Rapper singer                   | –                                        |  |
| 8   | James Pendergrass      | 24   | Jugando con fuego 4             | Parker Abbott                            |  |
| 10  | Jarred Evans           | 31   | FBOY Island                     | –                                        |  |
| 10  | Joe Garratt            | 27   | Love Island Reino Unido 4       | –                                        |  |
| 10  | Tamara Joy             | 34   | MAFS Australia                  | Jake Ellis, Craig Shipley                |  |
| 7   | Yazmin "Yaz" Oukhellou | 29   | The Only Way Is Essex           | James Lock                               |  |
|     |                        |      |                                 |                                          |  |
| 7   | Jake Ellis             | 37   | The Bachelorette Australia star | Tamara Joy                               |  |
| 10  | Paige Turley           | 26   | Love Island Reino Unido 4       | Finley Tapp                              |  |
| 4   | Chloe Brockett         | 22   | The Only Way Is Essex           | –                                        |  |
| 5   | Parker Abbott          | 23   | The Circle US                   | James Pendergrass                        |  |
| 7   | Joel Motton            | 30   | –                               | Chloe Veitch                             |  |
| 4   | Craig Shipley          | 32   | –                               | Tamara Joy                               |  |
| 5   | James "Lockie" Lock    | 36   | Personalidad de televisión      | Yazmin Oukhellou                         |  |
| 5   | Jessika Power          | 31   | MAFS Australia                  | –                                        |  |
| 4   | Callum Izzard          | 28   | Personalidad de televisión      | Chloe Veitch                             |  |
| 2   | Zay Wilson             | 28   | The Ultimatum: Marry or Move On | Ashley Resch                             |  |
| 1   | Meile Bishop           | 28   | –                               | Chloe Veitch                             |  |

#### Duración del reparto
| Reparto | Episodios | Episodios | Episodios | Episodios | Episodios | Episodios | Episodios | Episodios | Episodios | Episodios | Episodios | Episodios |
| Reparto | 1         | 2         | 3         | 4         | 5         | 6         | 7         | 8         | 9         | 10        |           |           |
| Ashley  |           |           |           |           |           |           |           |           |           |           |           |           |
| Chloe V |           |           |           |           |           |           |           |           |           |           |           |           |
| Finn    |           |           |           |           |           |           |           |           |           |           |           |           |
| Ivorian |           |           |           |           |           |           |           |           |           |           |           |           |
| James   |           |           |           |           |           |           |           |           |           |           |           |           |
| Jarred  |           |           |           |           |           |           |           |           |           |           |           |           |
| Joe     |           |           |           |           |           |           |           |           |           |           |           |           |
| Tamara  |           |           |           |           |           |           |           |           |           |           |           |           |
| Yaz     |           |           |           |           |           |           |           |           |           |           |           |           |
| Jake    |           |           |           |           |           |           |           |           |           |           |           |           |
| Paige   |           |           |           |           |           |           |           |           |           |           |           |           |
| Chloe B |           |           |           |           |           |           |           |           |           |           |           |           |
| Parker  |           |           |           |           |           |           |           |           |           |           |           |           |
| Joel    |           |           |           |           |           |           |           |           |           |           |           |           |
| Craig   |           |           |           |           |           |           |           |           |           |           |           |           |
| Lockie  |           |           |           |           |           |           |           |           |           |           |           |           |
| Jessika |           |           |           |           |           |           |           |           |           |           |           |           |
| Callum  |           |           |           |           |           |           |           |           |           |           |           |           |
| Zay     |           |           |           |           |           |           |           |           |           |           |           |           |
| Meile   |           |           |           |           |           |           |           |           |           |           |           |           |
| ------- | --------- | --------- | --------- | --------- | --------- | --------- | --------- | --------- | --------- | --------- | --------- | --------- |

## Ex on the Beach: Celebridades en la Ciudad
Se estrenó un nuevo programa derivado el 8 de diciembre de 2020 con un formato modificado. Cada episodio presenta a dos celebridades en una cita a ciegas en un restaurante de Londres mientras su ex llega a mitad de esta. Al final de la cita, la celebridad debe decidir con quién de los dos continuará saliendo. En su idioma original en MTV Reino Unido e Irlanda fue titulado como Celeb Ex in the City.

### Temporada 1 (2020-2021)
La primera temporada fue filmado de acuerdo con las pautas de distanciamiento social a raíz de la pandemia COVID-19. Se estrenó el 8 de diciembre de 2020. El elenco contó con las estrellas de Love Island Reino Unido, Megan Barton-Hanson, Michael Griffiths, Jon Clark, Amy Hart y Jess Gale, la personalidad de televisión Calum Best , las estrellas de The Only Way Is Essex, Liam 'Gatsby' Blackwell y Charlie King, el ex actor de Hollyoaks Malique Thompson-Dwyer , la estrella de RuPaul's Drag Race UK Gothy Kendoll, el ex miembro de Sugababes Amelle Berrabah y la estrella de Big Brother Reino Unido Aisleyne Horgan-Wallace. Algunos exs notables incluyeron a la personalidad de los medios Summer Monteys-Fulham, las estrellas de Love Island Reino Unido Charlie Brake y Ched Uzor, el concursante de The X Factor Reino Unido Bradley Hunt, el modelo de acondicionamiento físico Waz Ashayer y el hombre correcto de Tinder, Stefan-Pierre Tomlin.

### Temporada 2 (2021)
La segunda temporada está se estrenó el 20 de octubre de 2021. El reparto contó con las estrellas de Love Island Leanne Amaning, Eve Gale, Arabella Chi, Josh Ritchie y Jack Fincham, la estrella de Big Brother Reino Unido 7 Imogen Thomas, el presentador de A Place in the Sun, Danni Menzies, Bobby Norris y Demi Sims de The Only Way Is Essex, Manrika Khaira y Freddie Bentleyd de The Circle Reino Unido , el jugador de rugby Levi Davis, las estrellas de Ibiza Weekender Callum Izzard y Deano Bailey, la concursante de RuPaul's Drag Race UK Tia Kofi y la gimnasta olímpica Lisa Mason.

## Ex on the Beach: Body SOS
El 12 de diciembre de 2017, se anunció que Vicky Pattison sería la anfitriona de un espectáculo derivado titulado Ex on the Beach: Body SOS, donde intentará ayudar a los miembros del público a ponerse en forma. Comenzó a transmitirse el 17 de enero de 2018, presenta a Joss Mooney quien saltó a la fama al aparecer en la primera y quinta temporada de Ex on the Beach

## Otras apariciones
Así como participaron en Ex on the Beach, algunos miembros del reparto participaron en otros reality shows incluyendo Celebrity Big Brother y I'm a Celebrity...Get Me Out of Here!.
- Celebrity Big Brother (Reino Unido)
  - Charlotte Crosby – Temporada 12 (2013) – Ganadora
  - David McIntosh – Temporada 14 (2014) – 1.er eliminado
  - Calum Best – Temporada 15 & Temporada 19 (2015, 2017) – 3.º Lugar/10.º eliminado
  - Chloe Goodman – Temporada 15 (2015) – 1.ª eliminada
  - Megan McKenna – Temporada 17 (2016) – 4.ª eliminada
  - Scott Timlin – Temporada 17 (2016) – Ganador
  - Tiffany Pollard – Temporada 17 (2018) – Cuarta
  - Stephen Bear – Temporada 18 (2016) – Ganador
  - Chloe Ferry – Temporada 19 (2017) – Vigésimo
  - Jemma Lucy – Temporada 20 (2017) – 6.º Lugar
  - Jordan Davies – Temporada 20 (2017) – 3.er eliminado
  - Marissa Jade – Temporada 20 (2017) – 1.ª eliminada
  - Jess Impiazzi – Temporada 21 (2018) – 4.º Lugar
- Big Brother (Reino Unido)
  - Lateysha Grace – Temporada 17 (2016) – 6.º eliminada
  - Kieran Lee – Temporada 18 (2017) – 13er eliminado
  - Chanelle McCleary – Temporada 18 (2017) – 9.ª eliminada
  - Lotan Carter – Temporada 18 (2017) – Expulsado
  - Kayleigh Morris – Temporada 18 (2017) – Expulsada
- I'm a Celebrity...Get Me Out of Here! (Reino Unido)
  - Joey Essex – Temporada 13 (2013) – 9.º eliminado
  - Vicky Pattison – Temporada 15 (2015) – Ganadora
- I'm a Celebrity... Get Me Out of Here! (Australia)
  - Vicky Pattison – Temporada 4 (2018) –  10.º eliminado
  - Charlotte Crosby – Temporada 6 (2020) – 10.ª eliminada
- The X Factor
  - Megan McKenna – Temporada 1 (2019) – Ganadora
- Celebrity SAS: Who Dares Wins
  - Joey Essex – Temporada 2 (2020) – Abandona
- La isla de las tentaciones
  - Fatima Rull – Temporada 2 (2020) – 4.ª Eliminada
- The Challenge & The Challenge USA

| Miembro del elenco     | Temporadas                                                             | Temporadas ganadas        | Dinero ganado |
| ---------------------- | ---------------------------------------------------------------------- | ------------------------- | ------------- |
| Ashley Cain            | La Guerra de los Mundos                                                | Ninguno                   | $0            |
| Callum Izzard          | Temporada 1, Reino Unido                                               | Ninguno                   | $0            |
| Callum Izzard          | Batalla por un Nuevo Campeón                                           | Ninguno                   | $0            |
| Georgia Harrison       | La Guerra de los Mundos, La Guerra de los Mundos 2                     | Ninguno                   | $0            |
| James "Lockie" Locke   | Temporada 1, Reino Unido                                               | Ninguno                   | $0            |
| James "Lockie" Locke   | Batalla por un Nuevo Campeón                                           | Ninguno                   | $0            |
| Joss Mooney            | Vendettas, Cálculo Final, La Guerra de los Mundos 2                    | Ninguno                   | $0            |
| Kayleigh Morris        | Vendettas, Cálculo Final, La Guerra de los Mundos 2                    | Ninguno                   | $0            |
| Melissa Reeves         | Vendettas, Cálculo Final, Demencia Total, Batalla por un Nuevo Campeón | Ninguno                   | $0            |
| Nicole Bass            | La Guerra de los Mundos 2                                              | Ninguno                   | $0            |
| Rogan O'Connor         | Vendettas, La Guerra de los Mundos 2, Demencia Total                   | La Guerra de los Mundos 2 | $250.000      |
| Stephen Bear           | La Guerra de los Mundos, La Guerra de los Mundos 2, Demencia Total     | Ninguno                   | $0            |
| Zahida Allen           | La Guerra de los Mundos, La Guerra de los Mundos 2                     | Ninguno                   | $0            |
| Arabella Chi           | Temporada 1, Reino Unido                                               | Ninguno                   | $0            |
| Kazimir "Kaz" Crossley | Temporada 1, Reino Unido                                               | Temp. 1, Reino Unido      | $50,000       |
| Nathan Henry           | Temporada 1, Reino Unido                                               | Ninguno                   | $0            |

Negrita: El participante estuvo en la final de esa temporada.

## Versiones Internacionales
- Las versiones internacionales están ordenadas por orden en el que salieron al aire.

Nota:
     Temporada al aire.
     Se planea emitir otra temporada (en producción).
     Estado desconocido.
     No se planea emitir otra temporada.
| País                   | Título Local                  | Canal de transmisión     | Temporadas    | Fecha de transmisión                             | Ref    |
| ---------------------- | ----------------------------- | ------------------------ | ------------- | ------------------------------------------------ | ------ |
| Suecia                 | Ex on the Beach Sverige       | Kanal 5                  | 9 temporadas  | 6 de abril de 2015 –11 de enero de 2021          | [ 42 ] |
| Francia                | La Revanche des ex            | NRJ 12                   | 1 temporada   | 22 de agosto de 2016 – 21 de octubre de 2016     | [ 43 ] |
| Países Bajos · Bélgica | Ex on the Beach: Double Dutch | MTV Nederland and België | 11 temporadas | 28 de agosto de 2016 –                           | [ 44 ] |
| Finlandia              | Exiä rannalla                 | Sub                      | 1 temporada   | 7 de septiembre de 2016 – 26 de octubre de 2016  | [ 45 ] |
| Brasil                 | De Ferias com o Ex            | MTV Brasil               | 7 temporadas  | 13 de octubre de 2016 –                          | [ 46 ] |
| Polonia                | Ex na Plazy                   | MTV Polska               | 4 temporadas  | 7 de noviembre de 2016 – 5 de noviembre de 2018  | [ 47 ] |
| Rusia                  | Экс на пляже                  | Friday!                  | 2 temporadas  | 7 de noviembre de 2016 – 15 de diciembre de 2017 | [ 48 ] |
| Hungría                | Exek az Édenben               | Viasat 3                 | 1 temporada   | 18 de abril de 2017 – 25 de mayo de 2017         | [ 49 ] |
| Estados Unidos         | Ex on the Beach               | MTV                      | 6 temporadas  | 19 de abril de 2018 – 27 de abril de 2023        | [ 50 ] |
| Noruega                | Ex on the Beach               | TVNorge                  | 7 temporadas  | 14 de agosto de 2018 –                           | [ 51 ] |
| Dinamarca              | Ex on the Beach Danmark       | Kanal 4                  | 9 temporadas  | 20 de agosto de 2018 –                           | [ 52 ] |
| México                 | La Venganza de los Ex         | MTV Latinoamérica        | 5 temporadas  | 21 de agosto de 2018 –                           | [ 53 ] |
| Italia                 | Ex on the Beach Italia        | MTV Italia               | 5 temporadas  | 26 de septiembre de 2018 –                       | [ 54 ] |
| Finlandia              | Ex on the Beach Suomi         | Dplay                    | 5 temporadas  | 3 de marzo de 2020 –                             | [ 55 ] |
| Alemania               | Ex on the Beach               | RTL+                     | 6 temporadas  | 1 de septiembre de 2020 –                        | [ 56 ] |
| Brasil                 | De Férias com o Ex Caribe     | MTV Brasil               | 4 temporadas  | 13 de enero de 2022 –                            | [ 57 ] |
| Brasil                 | De Férias com o Ex Diretoria  | MTV Brasil               | 1 temporada   | 6 de junio de 2024 –                             |        |
| Francia                | Ex on the Beach France        | MTV Francia              | 1 temporada   | 25 de enero de 2025 –                            | [ 58 ] |